# ヘルベルト・カプラー

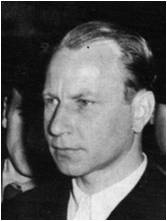
ヘルベルト・カプラー。

ヘルベルト・カプラー（Herbert Kappler、1907年9月23日 – 1978年2月9日）は、ナチス・ドイツ親衛隊（SS）の隊員。ローマのゲシュタポ長官。最終階級は親衛隊中佐（SS-Obersturmbannführer）。

## 経歴
シュトゥットガルト出身。SD隊員で1941年にローマに赴任してきた。現地のファシスト警察と密接に協力。イタリア王国が独断で講和を結び、ドイツ軍がイタリアを占領すると彼はイタリアでかなりの権力を持つようになっていった。ベニート・ムッソリーニの救出作戦にも関与。また1007人のイタリアユダヤ人のアウシュヴィッツへの強制送還にも関与している。この時に輸送されたユダヤ人のうち、戦後まで生き残っていたのはわずかに16人だけだった。1944年にローマのゲシュタポ長官となり、イタリアでの残虐行為に多数関与している。またエーリヒ・プリーブケが行ったアルデアティーネ虐殺もカプラーの指示によるものであった。一方当時のローマでひそかにユダヤ人をかくまっていたバチカンの高位聖職者ヒューゴー・オフラハーティ神父はいわば仇であった。
1945年にイギリス軍によって逮捕された。その身柄は戦後のイタリア共和国に引き渡され、イタリアの軍事裁判にかけられた。終身刑に処され、ガエータ刑務所へ投獄された。獄中のカプラーは毎月訪れるオフラハーティ神父の感化を受けてカトリックに改宗し洗礼を受けた。1970年代にがんを患ってローマの病院へ移され、この際に彼の看護婦で1972年に結婚したアンネリーゼ・カプラー（Anneliese Kappler）が、1977年8月15日にカプラーを大きなスーツケースの中に入れてイタリアの外へ運ぶのに成功し(末期がんで体重が47kgまで落ちていた)、カプラーはドイツへ帰国することとなった。また別の説によると、カプラーの身体にロープを巻いて病院の3階から降ろして脱出させたとも伝えられている。この国外逃亡によりイタリアはカプラーの身柄返還を求めたが、西ドイツは応じず、また西ドイツでは健康状態から裁判が行われなかった。1978年にゾルタウの自宅で死去。
アルデアティーネ虐殺を扱ったジョージ・P・コスマトス監督の映画『裂けた鉤十字 ローマの最も長い一日』(1973)では、リチャード・バートンがカプラーを演じ、オフラハーティ神父の事跡を扱ったテレビ映画『赤と黒の十字架』(1983)では、クリストファー・プラマーがカプラーを演じた。